# Pristimantis pyrrhomerus
Pristimantis pyrrhomerus es una especie de anfibio anuro de la familia Craugastoridae.

## Distribución
Esta especie es endémica de la vertiente occidental de la Cordillera Occidental en Ecuador. Habita en las provincias de Pichincha, Imbabura, Carchi, Cotopaxi y Bolívar entre los 2 075 y 3 000 m de altitud.

## Etimología
El nombre específico pyrrhomerus proviene del griego pyrrhos, que significa color de fuego, y meros, que significa el muslo, con referencia a la aparición de esta especie.

## Publicación original
- Lynch, 1976 : Three new leptodactylid frogs (genus Eleutherodactylus) from the Andean slopes of Columbia and Ecuador. Herpetologica, vol. 32, n.º 3, p. 310-317.[5]